# Francis De Greef
Francis De Greef (Rumst, 2 februari 1985) is een voormalig Belgisch wielrenner.

## Carrière
Sinds 2008 kwam De Greef uit voor Silence-Lotto. Daarvoor reed hij drie jaar bij de Jong Vlaanderen-formatie. Op het palmares van de renner prijken onder andere etappe-overwinningen in de Ronde van Lleida - waar hij ook het eindklassement naar zijn hand zette - en de Ronde van Antwerpen. Bovendien werd hij in 2007 Belgisch kampioen in de tijdritdiscipline bij de beloften. Hier reed De Greef de concurrentie op meer dan een minuut achterstand.
In 2008 eindigde hij als 40e in het eindklassement van de Ronde van Italië, het jaar later eindigde hij 19e in het eindklassement en 3e in het jongerenklassement van de Giro en in de Ronde van Spanje werd hij 21e.  
In 2013 werd De Greef door Lotto-Belisol uitgespeeld als kopman in de Ronde van Italië, er werd een top-15 plaats of een ritzege geambieerd. Op 18 januari 2014 werd bekend dat De Greef overstapt naar de ploeg van Hilaire Van der Schueren, Wanty-Groupe Gobert. Eind 2015 kondigde hij aan te stoppen met wielrennen na het niet verlengen van zijn contract.
Anno 2013 woont De Greef in Puurs.

## Overwinningen
2005
Ardense Pijl
2007
Circuit de Wallonie
3e en 5e etappe deel A (ploegentijdrit) Ronde van Lleida
Eindklassement Ronde van Lleida
Proloog Ronde van Antwerpen
 Belgisch kampioen tijdrijden, Beloften

## Resultaten in voornaamste wedstrijden
| Jaar | Ronde van Italië | Ronde van Frankrijk | Ronde van Spanje |
| ---- | ---------------- | ------------------- | ---------------- |
| 2008 | 40e              |                     |                  |
| 2009 | 20e              |                     | 21e              |
| 2010 | 21e              | 72e                 |                  |
| 2011 | 24e              |                     | 29e              |
| 2012 | 19e              | 102e                |                  |
| 2013 | 20e              |                     | 41e              |
| 2014 |                  |                     |                  |
| 2015 |                  |                     |                  |

| Jaar | Amstel Gold Race | Luik-Bast.‑Luik | Ronde van Lombardije | Waalse Pijl |  | WK op de weg |  | Wereldranglijsten |
| ---- | ---------------- | --------------- | -------------------- | ----------- |  | ------------ |  | ----------------- |
| 2008 |                  |                 |                      |             |  |              |  |                   |
| 2009 |                  | 80e             |                      | 49e         |  | opgave       |  |                   |
| 2010 |                  | opgave          |                      | 136e        |  |              |  |                   |
| 2011 |                  | opgave          | 63e                  | 130e        |  |              |  |                   |
| 2012 | 93e              | 45e             |                      | 75e         |  |              |  | 194e (UWT)        |
| 2013 |                  | 97e             | opgave               |             |  |              |  |                   |
| 2014 |                  | 93e             |                      | 76e         |  |              |  |                   |
| 2015 | 122e             | opgave          |                      | 49e         |  |              |  |                   |

## Ploegen
- 2005- Bodysol-Win for Life-Jong Vlaanderen
- 2006- Bodysol-Win for Life-Jong Vlaanderen
- 2007- Davitamon-Win For Life-Jong Vlaanderen
- 2008- Silence-Lotto
- 2009- Silence-Lotto
- 2010- Omega Pharma-Lotto
- 2011- Omega Pharma-Lotto
- 2012- Lotto-Belisol
- 2013- Lotto-Belisol
- 2014- Wanty-Groupe Gobert
- 2015- Wanty-Groupe Gobert